# Air car
Air car – nazwa marki samochodu, skonstruowanego przez francuską firmę MDI (Moteur Developpement International). Najważniejszą cechą wyróżniającą pojazd od innych jest napęd silnikiem na sprężone powietrze.
Podjęto starania zmierzające do rozpoczęcia produkcji seryjnej przez indyjską firmę Tata Motors.